# Tian Kai
En aquest nom xinès, el cognom és Tian.
Tian Kai (mort el 199 EC) va ser un oficial que serví com a Inspector de la Província de Qing sota el senyor de la guerra Gongsun Zan durant el període de la tardana Dinastia Han Oriental de la història xinesa.
En el 189 el general Dong Zhuo havia pres el control de la cort Han Negant-se a reconèixer la seva autoritat, els governadors i els generals de les províncies orientals de l'Imperi Han es van rebel·lar. Amb cap de les parts capaces d'aconseguir una victòria decisiva, la guerra va arribar a un punt mort i l'aliança rebel es va enfonsar, els seus líders es concentraren en la construcció de la seva pròpia base de poder. En la segona meitat del 191 Gongsun Zan va anar a la guerra contra el seu enemic al sud, Yuan Shao, el Governador de la Província de Ji. Gongsun Zan va enviar a Tian Kai per atacar la província de Qing, aleshores controlada per Yuan Shao, nomenant-lo Inspector de Qing. Tian Kai va aconseguir establir-se en la part nord de Qing, però va ser incapaç de derrotar el seu rival nomenat Inspector per part de Yuan Shao, el fill major de Yuan, Yuan Tan. En el 193 Gongsun Zan i Yuan Shao pactaren una treva, ambdues parts es trobaven exhaurides després de dos anys de guerra contínua.
En el 194 Tao Qian, l'Inspector de la Província de Xu, que era sota un fort atac del senyor de la guerra Cao Cao, va posar-se en contacte amb Tian Kai per demanar ajuda. Tian va enviar un dels seus oficials, Liu Bei, amb uns pocs milers d'homes per ajudar a Tao Qian. Tao Qian li va donar quatre mil homes més a Liu Bei sent així que Liu va canviar la seva lleialtat, passant a servir a Tao.

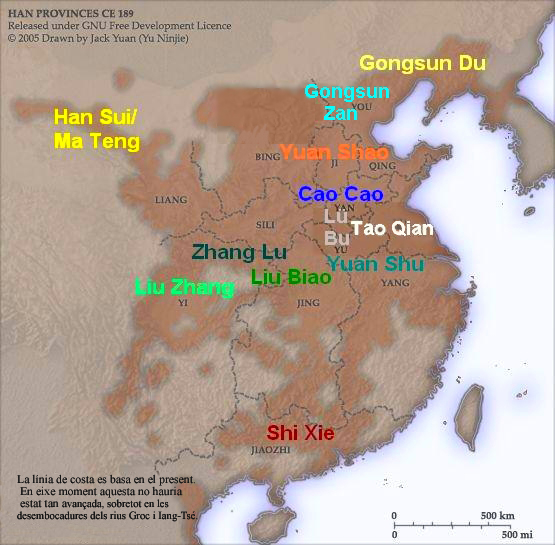
La localització dels senyors de la guerra a la Xina al voltant de l'any 194.

En el 198 Yuan Shao va avançar de nou contra Gongsun Zan, guanyant una victòria decisiva el 199 en la batalla de Yijing on Tian Kai fou mort i Gongsun Zan es va suïcidar.